# Molen van Makkum
De Molen van Makkum is een korenmolen in de buurtschap Makkum, direct ten zuidoosten van Beilen in de provincie Drenthe.
Een groep vrijwillige molenaars maalt wekelijks met de molen.
De molen heeft nooit een officiële naam gehad, maar wordt doorgaans als de Molen van Makkum aangeduid.

## Geschiedenis
De molen werd in 1906 gebouwd als opvolger van een omgewaaide standerdmolen, het laatste exemplaar van Drenthe. Voor de bouw van de grondzeiler werd gebruikgemaakt van het achtkant van een poldermolen uit De Groeve bij Zuidlaren. 
De molen had meerdere malen te kampen met (forse) stormschade. In 1957 brak één van de roeden af, waarna de molen buiten bedrijf raakte. Vervolgens werd de molen tussen 1961 en 1963 gerestaureerd. Vervolgens werd er niet of weinig meer mee gedraaid. 
De molen raakte zwaar beschadigd bij de zware storm van 12/13 november 1972. Ook toen duurde het lang totdat de molen hersteld werd. 
Nadat de molen kap en wiekenkruis bij de storm van 13 januari 1993 verloor werd de molen in 1997 compleet gerestaureerd. De molen was decennialang eigendom van de familie Mulder, maar is in 2005 in eigendom overgegaan naar de nieuwe bewoners van het molenaarshuis. 
De molen staat anno 2022 al enige jaren stil, omdat de molen nieuwe fokken nodig heeft. 

## Technische informatie
De roeden van de molen zijn 19 meter lang en zijn voorzien van het fokwieksysteem met remkleppen en zeilen. Het geheel wordt gevangen (geremd) met een Vlaamse vang, die tijdens het draaien in een duim rust. 
De met riet gedekte kap kruit op de voeghouten, en wordt gekruit met een kruilier. 
De molen is uitgerust met een koppel maalstenen, maar er zijn nog restanten aanwezig van het voormalige tweede maalkoppel. 